# Bob Belcher
Robert Samuel „Bob“ Belcher mladší. je hlavním protagonistou animovaného sitcomu Bobovy Burgery. Je často vystresovaným, úzkostlivým patriarchou rodiny Belcherových a majitelem restaurace Bob's Burgers. Je známý tím, že je mírný, pesimistický a je hrozným obchodníkem, který má často finanční problémy při udržování provozu restaurace a placení nájemného. Má rivalitu s italským majitelem restaurace naproti Jimmym Pesto a hádá se s místním zdravotním inspektorem Hugem. Bob je majitelem restaurace již třetí generaci a svou povahou miluje své podnikání a má skvělé nápady pro své různé hamburgery (zejména má několik let nový „burger dne“). Miluje svou rodinu, včetně manželky Lindy a dětí Louise, Genea a Tiny Belcherových. 

## Pozadí
V roce 1967 měli Robert Belcher Sr. (přezdívaný „Big Bob“) a Lily Belcherová Boba. Bob neměl dobré dětství, ve 13 letech ztratil matku, musel pracovat v otcově restauraci „Big Bob's Diner“ a záviděl dětem, že mají skutečné hračky a čas na hraní. Na Vánoce roku 1984 byl Bob vyhozen z domu poté, co servíroval „speciály hamburgerů s vtipnými názvy“ a odmítl oficiálně spolupracovat s Big Bobem.
3. září 1998 se Bob oženil s Lindou Genarro. V určitém okamžiku koupí restauraci a mají Tinu, následovanou Genem a o dva roky později Louise. Série začíná, když je Louise devět, a restaurace se znovu otevírá poté, co do průčelí budovy spadne telegrafní sloup.

## Přijetí
Bob je obecně dobře přijatá postava, ale zpočátku ne ve vysoké míře. Po vydání filmu Bobovy burgery ve filmu vyjádřilo své názory na Boba několik kritiků. Hollywood in Toto uvedl, že Bob je příliš odsunut na vedlejší kolej a není mu věnován dostatek času na obrazovce. Scottu Tobiasovi z The Guardian se líbila Bobova chemie na plátně s Lindou, o které se domnívá, že je na začátku filmu dobře zavedená.
Rebecca Shaw z The Sydney Morning Herald ve své recenzi celé franšízy podrobně popisuje, jak Bob nepracuje k většímu cíli nebo nedoufá v bohatství bez ohledu na to, jak moc se snaží. Jednoduše se snaží zajistit svou rodinu a zajistit, aby jeho děti měly lepší příležitosti jako dospělí. V recenzi Skipa Andersona We Got This Covered na sedmou epizodu druhé řady („Zatracený kritik“), tleská hlasové práci H. Jona Benjamina na této postavě a uvádí, že „odvedl fantastickou práci, když ztvárnil muže, který se propadá do šílenství. ."  Recenze Lennyho Burnhama z Hardwood and Hollywood na sedmnáctou epizodu deváté řady („Myslí někdo na plankton?“) komentuje „fantastickou scénu“, kde Linda a Teddy urážejí Boba. Recenzent Chris Cabin poznamenává, že Bobova role a postavení malého podnikatele a melancholický vztah s jeho ženou poskytuje originální hledisko.